# Daminozid
Daminozid oder SADH (von englisch Succinic acid dimethyl hydrazide) ist ein Wirkstoff zum Pflanzenschutz und eine chemische Verbindung aus der Gruppe der Carbonsäurehydrazide  und zugleich der Carbonsäuren.

## Gewinnung und Darstellung
Daminozid kann aus Dimethylnitrosamin gewonnen werden.

## Eigenschaften
Daminozid ist ein brennbarer weißer Feststoff, der leicht löslich in Wasser ist. Das technische Produkt enthält typisch mehr als 99 % Daminozid mit Spuren von Wasser, Bernsteinsäure, Bernsteinsäureanhydrid und einem Salz von Daminozid und unsymmetrischem Dimethylhydrazin (UDMH). Letzteres tritt auch als Metabolit von Daminozid auf.

## Verwendung
Daminozid wird als Wirkstoff in Pflanzenschutzmitteln verwendet. Es ist ein Pflanzenwachstumsregulator, der zu den Wachstumshemmern gehört. Er wurde früher im Obst- und Weinbau eingesetzt wurde, um die Balance zwischen vegetativem Wachstum und Fruchtbildung zu verbessern. Daminozid fördert die Blütenbildung bei zu starkem Wachstum, es wird dafür bei einem Neuwuchs von 15 cm Trieblänge ausgebracht. Mit Daminozid kann auch die Fruchtreife von Äpfeln synchronisiert und die Ausfärbung vorgezogen (reifgespritzt) werden. Die Anwendung erfolgt dafür 45–60 Tage vor der Ernte mit einer Konzentration von 850 bis 1700 ppm.
1963 wurde der Einsatz in den USA bei Chrysanthemen in Topfkultur genehmigt. Von 1968 bis 1989 wurde der Wirkstoff vor allem bei Äpfeln  eingesetzt. Die Zulassung für den Einsatz bei Lebensmittel-liefernden Pflanzen gab der Hersteller 1989 freiwillig zurück, nachdem die Environmental Protection Agency ein Verbot aufgrund hoher Krebsrisiken vorgeschlagen hatte. Die Verwendung an Zierpflanzen blieb in den USA weiterhin zulässig.
In der Schweiz, in Österreich und in Deutschland sind Pflanzenschutzmittel zugelassen, die Daminozid als Wirkstoff enthalten. Dabei ist in Deutschland die Anwendung bei Pflanzen, die zur Erzeugung von Lebensmitteln bestimmt sind, verboten.

## Handelsnamen
Alar, SADH, Kylar, B-Nine, B-995, Aminocide, Dazide